# Сечкина, Лидия Петровна
Лидия Петровна Сечкина (12 марта 1927, Орёл — 11 января 2021, Бостон) — советский и таджикский историк, доктор исторических наук, профессор, Заслуженный деятель культуры Таджикистана.

## Биография
Лидия Петровна Сечкина родилась 12 марта 1927 года в Орле. После окончания Восточного факультета Ленинградского университета по специальности «историк-иранист» в 1951 году она была приглашена на работу в Таджикский филиал АН СССР. Именно в 1951 году Таджикский филиал был преобразован в полноправную Академию наук Таджикской ССР во главе с Садриддином Айни.
Таким образом, её научная деятельность была связана с Таджикистаном, и с 1951 по 1992 годы она работала в Институте истории, археологии и этнографии Академии наук Таджикистана младшим, старшим и ведущим научным сотрудником. Здесь она защитила кандидатскую и докторскую диссертации, внёсла значительный вклад в изучение истории Таджикистана. В 1993 году, с началом гражданской войны, Лидия Сечкина вместе с семьёй эмигрировала в США.

## Научные работы
В течение своей деятельности в Таджикистане Л. П. Сечкина опубликовала более 70 научных работ, среди которых основные книги:
- «Доблестные сыны Таджикистана на фронтах Отечественной войны (1941—1945 гг.)»;
- «Твои герои Таджикистан: об участниках Великой Отечественной войны из Таджикистана, удостоенных звания Героя Советского Союза»;
- «Таджикистан в годы Великой Отечественной войны, 1941—1945».

Её последняя научная работа была опубликована в пятом томе книги «История таджикского народа» (2012).

## Смерть
Лидия Сечкина скончалась 11 января 2021 года в городе Бостон, США, от коронавирусной инфекции.